# Hard house
Hard house, hay còn gọi đầy đủ là nhạc hard house Anh Quốc (tiếng Anh: UK hard house), là một dòng nhạc dance điện tử nổi lên vào thập niên 1990, có liên hệ với hộp đêm Trade ở Luân Đôn và chính các DJ ở đó đã sáng tạo ra dòng nhạc này.

## Các hãng thu âm và nhà quản lý hãng thu âm tiêu biểu
- Tidy (Tidy Boys) (including sister labels Tidy Two, Untidy Trax)[4]
- Ideal (Digital Mafia)
- Nukleuz (BK)
- Vicious Circle (Paul Glazby)
- Kaktai (Superfast Oz)
- Tripoli Trax (Mark Johnson)
- Passion Records (Andy M)
- Elasticman (Ilogik)
- Metamorph Recordings (Costa Pantazis)
- Cheeky Tracks (General Bounce)
- Fireball (Ben Stevens)
- Cosa Nostra (Digital Mafia)
- Do Not Bend (Karim)
- D'Licious (Amber D)
- Jump Wax (Tony De Vit)
- Baby Doll (Mark Kavanagh)
- Dirty House Grooves (Captain Tinrib & Steve Thomas)
- Tinrib Recordings (Captain Tinrib)
- Tinrib Digital (Captain Tinrib)